# 下營區
23°13′44.6″N 120°15′52.4″E / 23.229056°N 120.264556°E
下營區，前身「下營鄉」，位於臺灣臺南市中部偏西北，北臨鹽水區、新營區、柳營區，東鄰六甲區、官田區，西鄰學甲區，南接麻豆區。在位置上屬於大曾文地區範圍。

## 歷史

### 史前時期
考古學者曾在轄區內的右武衛遺址，發現陶罐口、青花瓷和大型巴圖型石器，年代可能與烏山頭遺址相當，約在西元前800年至前500之間。其中的「大型巴圖」亦有學者稱為「巴圖形石器」、「巴圖」或「冠頭石斧」，是目前臺灣史前人類所使用的最大型磨製石器。
西連里西寮遺址是一個西拉雅族遺址，亦為全臺灣最大的平埔族遺址，面積長約3公里、寬2公里，年代約為西元800年，包含蔦松文化與大湖文化。曾發現多具人類遺骸、陶環、陶壺、骨製工具、裝飾品、玻璃器、鐵器及貝飾等，數量方面遠超過前期文化，為一大聚落遺址，可能是文獻記載中的麻豆社。

### 荷蘭統治時期
在荷蘭統治時期，此地瀕臨倒風內海，是平埔族西拉雅族四大社之一蕭壟社的遷居之地，為今茅港尾社內。熱蘭遮城日誌中就記載著為於位於麻豆與哆囉嘓之間有條茅港尾（Omkamboy）溪，又稱Vatiouwva。

### 明鄭時期
明鄭時期，「鄭氏台灣軍備圖」記為「梅港尾」，後來改稱「茅港尾」，也是倒風內海海汊，為一港口，逐漸熱絡。另有「右武衛」、「中營」、「營仔庄（溝）」、「海墘營」等地名，皆是軍民沿著倒風內海沿岸及茅港尾四週開始紮營落腳與此。下營俗稱「海墘營」，為靠海的軍營，故得名。此時下營區屬天興縣。

### 清治時期
清治康熙33年（1694）設立「茅港尾堡」，不僅有鋪兵送公文，而塘汛、倉廒、渡口、橋樑、陂圳也於茅港尾或鄰近地區逐漸建設起來，諸羅知縣周鍾瑄也於康熙55年建茅港尾公館。官道也經通於此，使得茅港尾一躍成為府城至諸羅縣城南北官道上最大驛站，僅次於台南府城及鹽水港。商人雲集，熱鬧繁華，曾被以「小揚州」來形容。此時下營仍歸茅港尾管轄。18世紀中，八掌溪、急水溪，相繼改道，挾帶大量土石泥沙沖入倒風內海，濱海沿岸逐漸成為陸地，導致港口淤塞。同治元年（1862），臺南地區發生大地震，茅港尾亦受到摧毀。光緒11年（1885）分設茅港尾東、西二堡。此後自然條件的改變加上兵戎和瘟疫，港口地位就此讓給了麻豆港。

### 日治時期
到了日治時期，大正9年（1920）地方制度改革，茅港尾東西二堡合併改稱「下營庄」，劃歸臺南州曾文郡管轄，轄下有：下營、十六甲、麻豆寮、大屯寮、茅港尾等五大字。下營行政中心因而西移至現今所在地。

### 戰後－中華民國
戰後改設臺南縣下營鄉，並設15村。2010年12月25日，因臺南縣市合併改稱下營區、村改為里。

### 相關歷史事件
- 劉卻之役：康熙40年（1701），揚旗起事，並順利攻佔下茄苳營（今臺南市後壁區嘉冬里），並佔領茅港尾港與屯兵急水溪。五日後被清廷平息，劉卻兵敗逃亡。
- 朱一貴抗清：康熙60年（1721），朱一貴抗清失事之後，清軍追擊，經茅港尾逃至溝仔尾（今太保市）後被擒送。
- 林爽文事件：乾隆51年（1786），福建陸路提督梁朝桂率軍討伐，時茅港尾義民領十三旗之眾，葷食壺漿迎王師，收復鐵線橋、鹽水等處，迨及全臺告平。
- 小刀會案：嘉慶3年（1798）8月，徐章、胡杜猴於茅港尾擬聚眾搶劫，組小刀會自保，8月拒捕。
- 陳錫宗案：嘉慶5年（1800）在鹽水港、茅港尾等處結合，勾結郡城及南路奸民林阿水、三己六等響應，滋事謀亂。
- 蔡牽之亂：嘉慶年間，華南海盜蔡牽於在海峽兩岸作亂，於灣裡溪、茅港尾等處，與匪徒會合滋擾，欲攻鹽水港[1]。
- 張丙之役：道光12年（1832）11月7日，與清兵相戰於茅港尾、鐵線橋後大敗，同年12月被捕。
- 乙未戰爭：明治28年（1895），該年10月的臺南大會戰裡，近衛師團右翼支隊未遭抵抗進入茅港尾、占領中社（今六甲區中社），並夜宿當地。
- 1920年代臺灣農民組合運動：因當時蔗農多被製糖會社所壓榨，所形成的一波農民運動。1926年6月農民運動首領簡吉至下營，指導下營人張行等二十餘名農民組織曾文農民組合，以相互擁護利益及貫徹宣言綱領為目的。1926年9月臺灣農民組合成立。而後不久曾文農民組合置本部辦事處遷至麻豆，成立一個更大的組合，下營則改設為支部（1927年2月）。
- 二二八事件：1947年爆發於臺北，也席捲下營。
- 臺灣白色恐怖時期：民國39年（1950）7月24日「中營牛犁會案」；民國39年（1950）7月27日「下營支部案」；民國61年（1971）12月29日「下營革命軍城市游擊隊案」；另於民國41年（1952）10月也牽連「臺灣省民主自治同盟屏東石光支部叛亂案」。

## 地理

### 地形與水文
下營區地形為平原地形，地勢平坦，屬嘉南平原的一部分。北邊以急水溪和鹽水、新營為界，而將軍溪上游貫穿本區西南地區，區民稱之為大溪。

### 氣侯
因位於北回歸線以南，屬熱帶季風氣候。春季有梅雨；夏季受太平洋高壓影響，盛行西南季風，高溫多雨；夏秋之際有颱風；冬季因大陸冷氣團南下，盛行東北季風，冷冽乾燥。年均溫最高約在23～24℃之間，低溫約在18℃以上；雨量多集中於6、7、8月，幾佔全年雨量90%以上。

### 族群與語言
居民以閩南人為主，部分少數原住民、外省人和新住民。使用語言以閩南話為主，國語為輔。

### 人口
根據臺南市麻豆戶政事務所統計，2024年底下營區戶數約9.4千戶，人口約2.2萬人，區內人口最多與最少的里分別是新興里與西連里，2024年底兩里人口分別為2,470人與894人。

## 政治

### 歷任首長

#### 長
| 長姓名     | 任期             | 備註 |
| ---------- | ---------------- | ---- |
| 郭睿       | 1920年10月 -     |      |
| 高木勝次郎 | - 1945年11月25日 |      |

#### 下營鄉長
| 屆次 | 姓名   | 備註           |
| ---- | ------ | -------------- |
| 1    | 楊益   |                |
| 2    | 楊益   |                |
| 3    | 楊益   |                |
| 4    | 李雅樵 | 第六任台南縣長 |
| 5    | 顏連山 |                |
| 6    | 顏連山 |                |
| 7    | 姜仁宗 |                |
| 8    | 姜仁宗 |                |
| 9    | 姜瑞興 |                |
| 10   | 姜瑞興 |                |
| 11   | 馮隆誠 |                |
| 12   | 陳賜   |                |
| 13   | 馮隆誠 |                |
| 14   | 陳文珍 |                |
| 15   | 陳文珍 |                |

#### 下營區長
| 任次 | 姓名   | 備註                   |
| ---- | ------ | ---------------------- |
| 1    | 姜家彬 | 2010.12.25〜2014.12.24 |
| 2    | 姜家彬 | 2014.12.25〜2018.12.24 |
| 3    | 姜家彬 | 2018.12.25〜2020.09.21 |
| 4    | 李宗翰 | 2020.09.21〜           |

### 區政組織

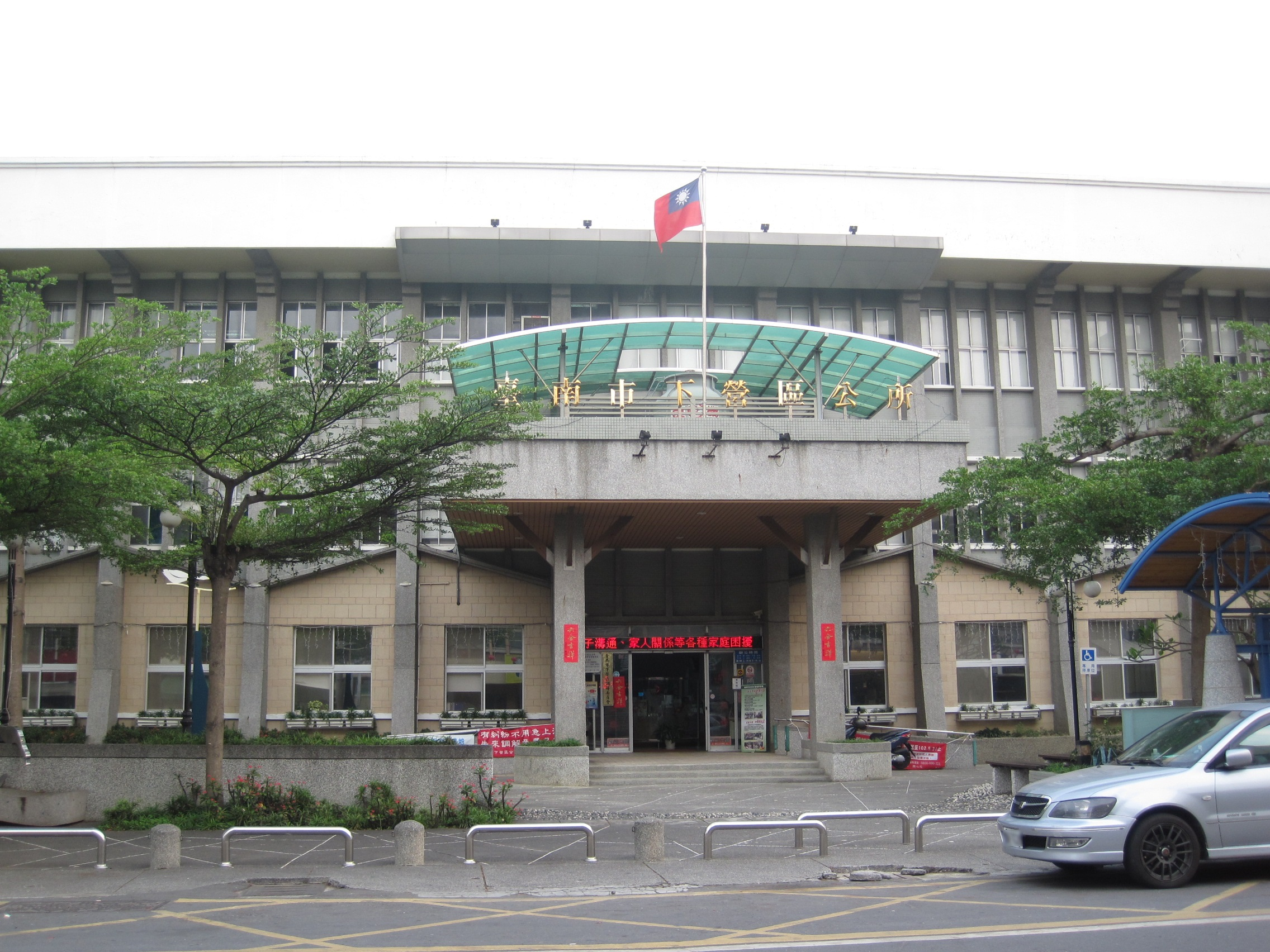
下營區公所

下營區公所是臺南市政府在下營區的派出機關，在中華民國政府架構中為市政府綜理區政的執行機關，上級業務監督機關為臺南市政府。区长由市長任命，其任期為無任期保障。在區長及主任秘書之下，設有4課3室等7個內部單位。

### 行政區
現今下營區行政範圍的確立，來自於1920年，日本將臺灣十二廳改為五州二廳，設下營庄屬臺南州曾文郡。下營庄轄茅港尾、麻豆寮、十六甲、下營、大屯寮等5個大字。1946年，改為「下營鄉」，屬臺南縣曾文區。1950年，裁撤區署，下營鄉改直隸於臺南縣。2010年，臺南縣市合併改制為直轄市，下營鄉改制為市轄區「下營區」，隸屬臺南市。
| 朝代     | 朝代之年 | 西元年                                                 | 名                                                                                                  |
| -------- | -------- | ------------------------------------------------------ | --------------------------------------------------------------------------------------------------- |
| 荷治時期 |          | 1624年－1662年                                         | 梅港尾                                                                                              |
| 鄭氏時期 | 永曆15年 | 1661年                                                 | 大明東都承天府天興縣開化里                                                                          |
| 鄭氏時期 | 永曆18年 | 1664年                                                 | 大明東寧承天府天興州開化里                                                                          |
| 清治時期 | 康熙23年 | 1684年                                                 | 大清國福建省臺廈道臺灣府諸羅縣開化里茅港尾堡                                                        |
| 清治時期 | 雍正元年 | 1723年                                                 | 大清國福建省臺灣道臺灣府諸羅縣開化里茅港尾堡                                                        |
| 清治時期 | 乾隆52年 | 1787年                                                 | 大清國福建省臺灣道臺灣府嘉義縣開化里茅港尾堡                                                        |
| 清治時期 | 光緒11年 | 1885年                                                 | 大清國福建臺灣省臺灣道臺灣府嘉義縣茅港尾東、西堡                                                    |
| 清治時期 | 光緒13年 | 1887年                                                 | 大清國福建臺灣省臺灣道臺南府嘉義縣茅港尾東、西堡                                                    |
| 日治時期 | 明治28年 | 1895年                                                 | 日本帝國臺灣總督府臺南縣嘉義支廳茅港尾東、西堡                                                      |
| 日治時期 |          | 日本帝國臺灣總督府臺南民政支部嘉義出張所茅港尾東、西堡 | |
| 日治時期 | 明治29年 | 1896年                                                 | 日本帝國臺灣總督府臺南縣嘉義支廳茅港尾東、西堡                                                      |
| 日治時期 | 明治30年 | 1897年                                                 | 日本帝國臺灣總督府嘉義縣六甲辦務署茅港尾東、西堡                                                    |
| 日治時期 | 明治31年 | 1898年                                                 | 日本帝國台灣總督府臺南縣麻豆辦務署茅港尾西堡 日本帝國台灣總督府臺南縣麻豆辦務署林鳳營支署茅港尾東堡 |
| 日治時期 | 明治33年 | 1900年                                                 | 日本帝國臺灣總督府臺南縣麻豆辦務署茅港尾東、西區                                                    |
| 日治時期 | 明治34年 | 1901年                                                 | 日本帝國臺灣總督府鹽水港廳麻豆支廳茅港尾東、西堡                                                    |
| 日治時期 | 明治42年 | 1909年                                                 | 日本帝國臺灣總督府臺南廳麻豆支廳茅港尾區                                                            |
| 日治時期 | 大正9年  | 1920年                                                 | 日本帝國臺灣總督府臺南州曾文郡                                                                      |
| 中華民國 | 34年     | 1945年                                                 | 中華民國臺灣省臺南縣曾文區下營鄉                                                                    |
| 中華民國 | 39年     | 1950年                                                 | 中華民國臺灣省臺南縣下營鄉                                                                          |
| 中華民國 | 99年     | 2010年                                                 | 中華民國臺南市下營區                                                                                |

| 下營區行政區劃 |        |      |        |      |        |
|                |        |      |        |      |        |
| 編號           | 里名   | 編號 | 里名   | 編號 | 里名   |
| 1              | 下營里 | 2    | 營前里 | 3    | 仁里里 |
| 4              | 宅內里 | 5    | 後街里 | 6    | 紅甲里 |
| 7              | 賀建里 | 8    | 新興里 | 9    | 茅營里 |
| 10             | 開化里 | 11   | 西連里 | 12   | 大吉里 |

2018年4月30日因里鄰調整，將大屯里、大埤里合併成「大吉里」，茅港里、中營里合併成「茅營里」，甲中里、紅厝里合併成「紅甲里」，並調整下營里、仁里里、宅內里、新興里的里界。

## 經濟
下營區居民經濟活動以農業、畜牧業、養殖漁業等第一產業為主。

### 農業
種類眾多，以稻米和玉米產量最多，另外還有桑椹、草菇、柚子、甘蔗，早期有木耳、白木耳、牛蒡、養蠶等農作物。

### 畜牧業
以豬、乳牛、雞、鴨、鵝、鹿為大宗。

### 養殖漁業
以養殖吳郭魚、泥鰍、蝦為主。

## 信仰與宗教

### 民間宗教

#### 下營北極殿玄天上帝廟
為下營地區規模最大的廟宇，民眾俗稱為「大廟」。傳草創於明鄭時期的明永曆十五年（1661年），由鄭成功的部屬劉國軒發起，奉祀玄天上帝、開天炎帝。原本僅為一茅草建築，位置約在今廟址西南1里處。清康熙二十四年（1685年），台廈巡狩周昌主導遷建於現址，其後又經多次擴建，如今已成為下營地區的民間信仰中心。在日治時期部分庄民害怕無法繳納土地稅，將土地產權登記「武承恩」名下，因而形成上帝廟產富甲一方的特殊景象。並有「第一富翁上帝公、第二富翁曾春風、第三富翁崎頭旺、第四富翁文貴王」的俗諺產生。信徒以下營庄的姜林、陳、曾、沈、洪及什姓等六大姓，推選代表管理廟務，上帝廟百餘甲的土地全部借給六大姓來輪耕或出租，並聯合舉辦每年一次的大型遶境慶典，此傳統維持至今日(因應工商社會，改為三年一科)。每年農曆三月上帝爺公聖誕期間，吃潤餅並設流水席廣宴親友，是下營地區最重要的祭典活動。

#### 茅港尾堡天后宮
草創於明永曆三十一年（1677年），聖母媽祖金身是直接由湄洲分靈而來。康熙四十六年（1709年）廟體改建成磚瓦廟宇，經六年，於康熙五十二年（1713年）竣工入廟。乾隆五十五年（1790年），為感念媽祖庇祐及茅港尾義民協助平定林爽文之亂，清高宗獲敕封「天后宮」及「護國庇民」之詔書；福建陸路提督梁朝桂獲頒「神昭海表」匾額。現存有「重建茅港鐵線橋碑記」及「咸樂碑記」等重要文物，除了身兼「堡頭廟」之外，也是下營地區媽祖信仰中心。每年前往台南大天后宮參香特由大北門入大北門出，其餘進香團接自小南門進出，唯一大特色。

#### 茅港尾堡觀音寺
草創於1677年
於清康熙四十六年（1707年）諸羅縣知縣李鏞、參將張國同建、吏員歐陽錫捐地，時名「觀音亭」。與茅港尾天后宮同為「保頭廟」，享有重要地位。若以街上地理位置來看，當時位於南北官道茅港尾街的街頭，故也稱為「街頭廟」。福建陸路提督梁朝桂入寺祈禱菩薩庇佑凱歌安寧，神明靈應，捐香資，立有乾隆五十五年（1790年）的「功德碑記」為記。歷史上曾名「觀音亭」和「慈光寺」。是下營地區的觀世音信仰重地，還藏有「買補倉糧示禁碑記」等文物。

#### 茅港尾正安宮
正安宮謝府元帥廟主祀謝府大元帥，創建於清雍正四年(1726年)，據傳謝府元帥乃清康熙年間先民自大陸移居於此地時所迎奉，後於雍正四年(1726年)始建廟。迨至同治元年廟宇倒塌，列位神尊奉祀於土角厝，日據大正十年(1921年)由茅港紳士馮池、黃育明、林金水等發起集資遷建於現址。戰後，民國四十年(1951年) 由信徒發起重建，民國六十六年(1977年)，謝府元帥降駕擇原地再次重建而成今貌。

#### 中營慶福宮
創立於乾隆五十五年（1790年），1924年新建磚廟後廟名意取「慶得福田」。為明末先民馮仕通隨鄭成功來台時，從福建漳州迎太子爺到此祀奉，因管轄區域為中營庄，當地人習稱「庄主」，擁有全台獨一無二騎在馬背上，手持靈珠的太子爺。

#### 茅仔頂武安宮
舊稱「王大使廟」或「大使公廟」，主祀「武安尊王」，是下營地區老廟之一。原位於已消失的庄落－右武衛（明鄭時期屯田聚落之一）以王、戴為大姓；古聚落因地勢低漥，屢患水災，日治明治年間遭洪水侵襲，大正元年村落南遷到中營庄西北處茅仔頂落腳；1964重建，稱「公厝」。1993年，再次重建成目前廟況，廟名取「武盡成仁、安使之亂」之意，命「武安宮」。

#### 紅毛厝顏氏家廟
下營地區重要的家廟。建築為三間起一條龍硬山式建築，山牆上有鐵鉸刀，西施脊上有交趾瓷片的花草裝飾，牆面有彩繪瓷磚，優雅而內斂。顏氏家族開台祖顏世賢於明崇禎三年（1630年）由福建渡海來台，並居於永康，其孫顏玉文於清康熙三十九年（1700年）遷至紅毛厝，清康熙59年（1790年）於現址建茅屋供奉歷代先祖及復聖顏回；清乾隆三十七年（1772年）改建竹磚屋；清道光九年（1829年）改木磚屋，而現有規模為日治昭和7年（1932年） 。每年冬至備以牲禮祭祖。

#### 下營龍泰堂
龍泰堂主祀開天炎帝，為姜姓族人之宗廟。姜姓先祖姜亮，乃福建漳州府龍溪縣人氏，於明永曆十五年隨鄭成功來台，入墾諸羅縣茅港尾西堡下營社（今下營）。姜亮因無生育而扶養林姓友人之子，改名為昇，並冠上姜姓。林昇生九子傳世，為今日下營姜林姓九房之祖，並將其後代之姓冠以「姜林」，以示姜姓之存在，「姜林」姓一直延續至日治時期被日人改為姜姓至今。「姜林姓龍泰堂」為姜姓之家廟，龍泰堂名字為取自姜亮祖籍福建省龍溪縣之「龍」字，與林祖籍福建省長泰縣之「泰」字而成。今堂建於民國81年（1992年）。

#### 下營沈姓武德宮
下營地區六大姓中之沈氏宗祠，主祀武德尊王（侯），其為唐朝殿前大將軍武德侯沈彪

#### 下營營前角福昇堂
主祀李府千歲(民國63年升格為四殿文判)其他五府千歲、林府娘娘等，其聖誕為農曆2月7日，為陳姓及其他營前里民稱「公厝」，地址:735台南市下營區民權二街68號。

### 齋教
下營慧山寺：位於蚵寮街，為齋教信仰的代表，區民習稱為「菜堂」，大雄寶殿供奉本師釋迦牟尼佛。舊稱叫「勗齋寺」，於民國40年(1951年)鳩資草創佛堂，迨至民國52年(1963年)傳妙法師，慧山寺早年曾附設有慧山幼稚園，現在寺內附設「下營慧山寺念佛會」。。

### 基督宗教
下營聖母升天堂：下營的天主教信仰代表，創立於1960年9月，位於文化街39號。由德國方濟會士的苗克聖神父(Friedbert Marx)一邊傳教，一邊購地建堂。早期擁有兩百多名教友，但因地方工作機會少，加上傳統信仰興盛，教友漸少，現由鹽水聖神聖德梅義神父兼管神職人員，屬天主教台南教區第四總鐸區（新營總鐸區）。以尊敬聖母榮召升天、追念聖母升天的慈愛光輝，來命名。

### 原住民信仰
社內廟：社內位於茅港尾東北方，古時為平埔族蕭壟社的遷居之地，也因茅港尾港的興起而興盛一時，現為荒蕪農地，只存社內廟來證明歷史變遷，而廟內祀俸之神靈也已不是西拉雅族的阿立祖，也漢化成漢民族神明。
除此之外，亦有部分區民信仰一貫道等其他宗教。

### 神明會與祭祀公業
- 下營北極殿大上帝轎班會
- 下營北極殿二上帝轎班會
- 下營北極殿三上帝轎班會
- 下營北極殿四五上帝轎班會
- 下營北極殿觀音五媽轎班會
- 下營公學角姜林姓龍泰堂轎班會
- 下營營前角福昇堂轎班會
- 下營宅內角曾姓轎班會
- 下營宅內角沈姓轎班會
- 下營宅內角洪姓轎班會
- 下營水池角南聖宮轎班會
- 下營埔口角楊姓埔口宮海墘營轎班會
- 下營埔尾角地藏宮轎班會
- 下營公園角朱安宮轎班會
- 下營什姓角三王府轎班會
- 下營田仔角慈鳳宮轎班會
- 下營後街角蔡姓後安宮轎班會
- 下營楊姓楊祖會
- 茅港尾天后宮媽祖會
- 茅港尾鼇湖社文昌爺會：由茅港尾吳姓創立於清乾隆29年。採擲爐主輪祀
- 茅港尾堡頭觀音寺轎班會

## 文化藝術

### 傳統藝術
藝閣與陣頭
下營
- 下營營前角七鶴陣：為下營三月扛大轎時，所出動的角頭藝閣。
- 下營沈姓八仙閣：為下營三月扛大轎時，所出動的角頭藝閣。
- 下營沈姓白蛇傳：為下營三月扛大轎時，所出動的角頭藝閣。
- 下營沈姓新編牛犁歌：為下營三月扛大轎時，所出動的角頭藝陣，目前已停擺。
- 下營姜林姓西遊記藝閣：為下營三月扛大轎時，所出動的角頭藝閣，目前已停擺。
- 下營姜林姓紡車輪：為下營三月扛大轎時，所出動的角頭藝閣，目前已停擺。
- 下營曾姓八美圖：為下營三月扛大轎時，所出動的角頭藝陣，目前已停擺。
- 下營曾姓布馬陣：為下營三月扛大轎時，所出動的角頭藝陣，目前已停擺。
- 下營曾姓樊梨花征西：為下營三月扛大轎時，所出動的角頭藝閣，目前已停擺。
- 下營洪姓高蹺陣：為下營三月扛大轎時，所出動的角頭藝陣，目前已停擺。
- 下營洪姓觀音救紅孩兒：為下營三月扛大轎時，所出動的角頭藝閣。

紅毛厝
- 紅毛厝打面宋江陣：第一代掌旗黃三旗於光緒17年所創制，至今已有一百多年的歷史。供奉田都元帥。紅毛厝宋江陣採宋江陣的最小編制，由24位隊員、和四位打鑼打鼓的隊員組合而成，取梁山伯36天罡星、72地煞各挑12位配對而成。一般的宋江陣只在一百零八名成員都到齊時才會打面（畫臉），而紅毛厝打面宋江陣只要出陣就會畫上臉譜，以增加逼真性和莊嚴性，成為一大特色。

中庄仔
- 中仔宋江陣：原本和十六甲共組宋江陣，之後中庄仔聚落逐漸壯大，而獨立組陣。師承鹿草頂潭「李抄先生」，已有百年歷史。日治昭和初期被禁，戰後（1946）重新開館至今。

十六甲
- 十六甲宋江陣：師承吉貝耍，第一任為「東進先生」，第二任為「洪孟珍」，有百年歷史，目前已停擺。
- 十六甲牛犁陣：於日治昭和9年（1934）由顏夜明發起組陣，二戰時停擺，戰後（1946）重組，目前已停止活動。

西連
- 西連社區牛犁陣：目前動向未知。

橋南庄
- 橋南牛犁陣：目前已停擺也無傳承。

大屯寮
- 大屯寮鬥牛陣：為全台最早的鬥牛武陣，約有七、八十年歷史。老一輩村民說，華視開播時，在社區民俗技藝的節目中採訪介紹，轟動一時。由於顏色彩繪精緻、鮮豔，活動過程刺激熱鬧逼真，也曾被台南縣府讚許並商借過。

大埤寮
- 大埤寮濟中壇忠義堂八家將：於20餘年前成立，承自麻豆安業地藏庵。出陣的成員神職為刑具爺、小差、甘將軍、柳將軍、范將軍、謝將軍、春神、夏神、秋神、冬神，各掌器械，在神明駕前開路除魔。

戲曲類
下營
- 水錦歌劇團：為台灣著名的歌仔戲團之一；前身為民國10年南台灣歌仔戲界知名的小旦，藝名為「金寶旦」的周許善，於嘉義成立的「新南光賽樂」，民國94年，正式更名「為善歌仔戲」，落腳於下營練團排戲，之後更名為「水錦歌劇團」至今。
- 正國興電影布袋戲團
- 聖藝電影布袋戲團
- 安五洲掌中劇團
- 勝興大五洲掌中劇團
- 勝興阿龍布袋戲
- 昇五洲掌中劇團
- 鴻五洲掌中劇團
- 國煌掌中劇團
- 勝音牽亡陣

中營
- 潮調布袋戲：流行於中營地區，最知名的為附屬於中營慶福宮的「長青社」，為子弟社性質，但現在也散失，只剩老一輩人有此記憶了。

茅港尾
- 順興閣掌中劇團

紅毛厝
- 牽亡歌：是臺灣民間常用的喪葬陣頭之一，牽亡歌陣多流行於濁水溪以南，雲林、嘉義、台南縣、高雄縣、屏東等皆有分佈，其中以下營及善化為臺南牽亡歌陣大本營。下營則集中於紅毛厝和十六甲，早期可達五、六十團，現則趨於沒落。代表團體有美音牽亡歌陣、龍興牽亡歌陣。

### 民俗及有關文物
信仰類
- 下營三月扛大轎：現今每三年一科，農曆三月初一至三月初五，上帝爺公聖誕，請堡頭觀音、媽祖一同看戲，並舉行出巡繞境，吃潤餅並設流水席廣宴親友，是下營地區最重要的祭典活動，亦有人稱人稱「上帝公踅庄」、「上帝公出巡」。。
- 下營三月上帝廟進香期
- 中仔拜溪仔墘：為下營區的重大民間祭典之一，其起因係急水溪的不斷沖刷改道，水患危及十六甲、中庄仔（甲中里），區民戲稱急水溪為「青暝龍」，為求消災，於農曆8月16日庄民於舊河道祭拜。感念天地鬼神讓河道改道，讓村莊免於水患之苦。
- 五王聯共祀：為本區賀建里洲仔的特殊信仰。相傳唐山的胡姓五兄弟要來台灣，乘船要橫渡黑水溝時遇上颱風船隻翻覆，眾人漂流於海上，就瀕臨絕望之時，海中忽然出現浮木，五兄弟於是向身上所佩帶的伽藍尊王(當初為家神)香火袋許願，後五兄弟攀扶著木頭上岸獲救。為感謝神恩，並於清康熙25年，雕成神尊，依五兄弟長幼輩分每庄輪流奉祀一年，而當初分別落籍五處，因此每年伽藍尊王遶境的活動都會巡視五個庄，五兄弟也藉由五庄王的輪祀相互拜訪彼此的家族進而成為「兄弟庄」，將特殊信仰香路傳承下來。伽藍尊王也被尊稱為五庄王，迄今已三百多年歷史，又稱「老王公」、「藏草王」。其大房官田區角秀庄北極殿；二房官田區烏山頭庄太子廟；三房官田區渡仔頭庄北極殿；四房下營區洲仔庄北極殿；五房官田區新中庄府天宮。
- 紅毛厝清水祖師慶豐收大典：每三年一科；先於子時敬拜天公，之後往南鯤鯓廟會香，再回庄合爐；再往堡頭茅港尾觀音寺會香拜旗完成後，往六甲赤山巖會香，再回庄合爐，當日下午開始繞境、賞兵。紅毛厝打面宋江陣亦參與會香遶境，以祈闔庄平安。
- 下營洪姓冬至祭祖
- 下營曾姓冬至祭祖
- 下營顏氏冬至祭祖

風俗類
- 下營中元普渡燈：在下營習俗中，每年農曆七月初一日開始，家家戶戶門口都會吊掛一盞普渡燈（下營人稱作「路燈」），入夜後插電亮燈並插香，為來來往往的「好兄弟」照路，為下營中元的民俗景觀。此燈的上、下兩面和支架是用白鐵銲接而成；前後左右四面皆是玻璃，或三面玻璃一面為可開的白鐵。玻璃上則分別用紅色油漆寫著「慶讚中元」、「敬點路燈」和「合家平安」等字。此俗延續至農曆七月底收燈。
- 連表代進宮收驚
- 西寮代天府收驚
- 賽鴿笭：為掛短笭，早年風行於紅毛厝、大埤寮、下營庄等庄；過去是仁里里和大埤里對飛，宅內里和鹽水坔頭港對飛，但現今沒落風氣不再，但飼鴿仍盛興。

### 地方俗諺
| 流行區域 | 俗諺 | 引申     | 備註       |
| -------- | --- | -------- | ---------- |
| 下營     | 「吃水池仔水，無肥嘛媠。」 |          |            |
| 下營     | 「病了若看文貴仙，病就好三分！」 | 醫術高超 | 日治時期   |
| 下營     | 「三月人是瘋媽祖，下營人是瘋犁轎」 |          |            |
| 下營     | 「大正九年騙諸君，騙咱吃水不免本；來挖嘉南的大圳，強制捺印請原文。」                                                                   |          | 日治時期   |
| 下營     | 「第一好額上帝公、第二好額曾春風、第三好額攲頭旺、第四好額文貴王。」                                                                   | 富甲一方 | 日治時期   |
| 下營     | 「大上帝雲遊四海溜溜去、二上帝開路先鋒地理仙、三上帝降妖服魔流氓王、四上帝才高八斗狀元師、五上帝精通藥理是郎中、六上帝七上帝守角頭。」 |          |            |
| 麻豆寮   | 「麻豆寮落雨，洲仔吃水。」 |          |            |
| 洲仔     | 「臭跤毋是洲仔人，就是菁埔人。」 |          |            |
| 火燒珠   | 「欲去太子宮，土沙埲埲坱，太子宮查某gau相舂。」                                                                                        |          |            |
| 中營     | 「蘇海山的，聽咧講袂䆀」 | 聽說不錯 | 近代       |
| 中營     | 「下營人草被面，慣講情裡外。」 | 反面無常 | 清朝時期   |
| 中營     | 「下營㞓草被面，褲底掀起來牛港刺。」                                                                                                   | 反面無常 |            |
| 茅港尾   | 「有許媽超就無北港媽祖，有北港媽祖就無許媽超。」                                                                                       | 勢不兩立 | 清朝時期   |
| 茅港尾   | 「一個庄頭愛加挖一口井，毋通加拜一尊佛。」                                                                                               |          |            |
| 其他相關 | 「有庄頭就有東庄人、有埤圳就有下營人、有港口就有雞籠人。」                                                                                 |          |            |
| 其他相關 | 「中營有錢要作戲，人客走來又走去；你若想要吃魚和吃肉，就等到寮仔廍的四月十二。」                                                       |          | 官田西庄   |
| 其他相關 | 「下營出後棚，善化出紅頭，中洲寮出小旦。」                                                                                             |          | 牽亡歌術語 |

### 藝文空間
- 下營區立圖書館：於1989年8月18日竣工，於1990年11月1日落成開館服務下營地區民眾，是下營藏書最多的公共圖書館。然隨著館藏量逐年增加，館舍空間已不敷使用；2016年區公所配合市圖書館總館針對原有空間進行改善重點檢討，並規劃加強提供區民更多元閱讀服務。經向台南市政府爭取改善工程經費430萬元，於2017年2月12日開工，2017年10月25日完工。閱讀環境優質化後的下營圖書館，已擴展更充足的館藏空間與營造溫馨的閱讀氛圍，提供給社區民眾優質的閱覽環境。
- 大埤寮仔車庫：下營地區第一座社區書庫，2014年由退休老師曾明泉返鄉，協同鄉親將廿五坪菜園興建成圖書室，分設榮輝書舍、明泉學堂。榮輝書舍藏書萬餘冊，定位為慧能讀書館，「佛度有緣人」，沒有編目，自尋自借自還，透過開放制度，鼓勵讀書風氣，促進書香社會；明泉學堂則不定期舉辦「小而高」活動，期望能「灌溉故鄉，流潤四方」，造成激濁揚清移風易俗的蝴蝶效應。
- 顏水龍紀念公園：園區包含顏水龍紀念館、顏氏家廟及紀念公園，館內提供大師顏水龍的生平、經歷和作品介紹，整個園區為簡約之美。
- 紅厝社區古文物館：2011年完工，收藏著社區的古文物。
- 郭公睿紀念館：2009年完工，由後代發起，為感念郭睿生前事跡，改建郭睿捐地的村民集會所公會堂（中山堂），紀念館一樓規畫成社區共同空間；二樓為郭睿紀念館，立有郭睿公銅雕，並陳列郭家族譜。
- 下營上帝廟文物館：於2002年設立，收藏上帝廟相關文物，包含從清代到民初的宗教文物。
- 下營區產業文化展示館：於2001年5月開館營運。由有30年歷史的舊穀倉改建而成，以下營三寶「蠶桑、白鵝、黑豆」為主要的展示內容，並包含下營文史、農業發展史、古文物、藝文品、社區及四健會成果展等。開館時間為09:00~16:00，週一休館。

### 公共藝術
- 大埤社區入口意象：1984年設置，位於縣道174號往大埤社區交叉口。以豬和白鷺鷥來表現出社區的產業特色。近年，白鷺鷥已毀損。
- 生根：1993年由知名雕塑藝術家蒲浩明設計製作，安置於下營武承恩公園內，是下營早期的公共藝術作品之一。
- 鄭成功像：1997年設立，位於台19甲由麻豆往的路上。此處古地名為「右武衛」，此處為當年屯兵設營之所在地，供人憑弔先人拓墾之辛。
- 臺灣生活美學的推手－顏水龍1903-1997：為紀念臺灣藝術家顏水龍所製的紀念雕像。由雕塑藝術家蒲浩明設計製作，於2000年置於紅毛厝顏氏家廟前。
- 生活在蜜區：於區公所前方，由台南市藝術家楊明忠，以下營三寶為主題，以藝術、寫詩的手法，刻劃出下營特有的自然風光和產業文化的蜜區印象。
- 大屯社區入口意象：2006年設置，位縣道174號往學甲路旁。
- 賀建社區彩繪：

### 體育設施
- 下營區立游泳池：日治時期利用急水溪舊河道挖掘「水池仔」，昭和8年（1934）完工，取代「埔堀仔」的供水任務，民國91年改建成游泳池，繼續以水的意象服務區民。
- 下營多用途運動場：原為國小預定地，現在規劃為多用途運動場。

### 民間團體
- 下營北極殿玄天上帝廟管理委員會：為下營地區最大的民間團體之一，地方上許多重要決策都和它有關。由六姓(姜林、陳、曾、沈、洪及什姓)代表推選委員，而委員也受六姓代表所監督，是個由上而下且由下而上的雙向管理機構，使得下營形成一個獨特以「上帝公」為首的六姓共治非血緣社會型態。估計至少有200年以上歷史的共治社會。目前發現最早的現存文件資料為清道光22年(1842年)的《番仔橋埤水鬮份書》，當時名稱為「武承恩」公號。日明治35年（1902）改「六姓共同事務所」名下土地達160餘甲。日大正12年（1923）成立「武承恩六姓共同事務所」簽有《共業地武承恩契約書》。民國39年（1950）改為董事會制，名「下營武承恩六姓財產管理委員會」，土地約百餘甲。民國69年（1980）起每姓選管理委員會代表，土地80餘甲，名稱改「下營北極殿玄天上帝廟管理委員會」至今。
- 下營區農會四健會：隸屬於農會的國際農村青少年組織。融合地方產業特色，並和地方團體合作，定期辦理作業組和相關活動。承接前人的成績，近年來四健會指導員林麗琴、義務指導員們和會員們的努力下，辦理計畫屢獲肯定。榮獲基層農會一等獎、全國十大作業組、傑出義指、傑出會員等獎項。每一年皆派出優秀會員代表參加全國四健活動及接待來自世界各國的四健會員或農村青少年。
- 右武衛兒童合唱團：2004年創立，以合唱團所在地的古地名「右武衛」命名，招集台南市下營、新營、麻豆及週邊地區愛好唱歌的兒童所組成，由曾昆雲先生提供場地、廖智慧老師教學，家長義工協助共同經營，現有團員約四十名。
- 財團法人海墘營文化藝術基金會：成立於1997年，前身為海墘營文史工作室。由地方知識份子發起，以「塑造區土情懷、建立人文精神、維護環境生態、紀錄區土歷史」為目標，以「召換對下營的情感認同」為精神主軸，並定期辦理許多活動。目前附設有海墘營電影院，每個月放映紀錄片和不定時舉辦講座。
- 台南市觀光文化導覽協會：籌創於民國93年由當時一群學有專精的導覽解說成員及文史工作學者共36位發起並成立籌備委員會。有鑒於古蹟文化歷史、自然景觀之重要，以及代代相傳之文化傳遞，以大台南重要古蹟文化、自然景觀之教育及相關活動之推展為重要任務。
- 下營燈謎社：附設於下營上帝廟，社長為何厚增，總幹事何丙丁，社員十餘人，成立於1998年12月，次年元宵節舉辦首次燈謎晚會[10]。

## 教育
| 學校名                             | 學校類型 | 行政區 | 創立年 | 廢校年 | 簡介 |
| ---------------------------------- | -------- | ------ | ------ | ------ | --- |
| 臺南市立下營國民中學               | 國中     | 新興里 | 1956年 |        | 全區最高學府，原為台南縣立曾文中學「下營分校」。1960年獨立設校，改名為「下營初級中學」，1968年改制為國民中學。 |
| 臺南市下營區下營國民小學           | 國小     | 仁里里 | 1910年 |        | 全區歷史最悠久的學校，創立於日治時期的1910年（明治43年），初名為「麻豆公學校下營分校」，校址位於下營聚落西南部(現屬仁里里)。1916年獨立設校，改稱為「下營公學校」。1950年改稱為「下營國民學校」，1968年配合九年國教政策改制為國民小學以迄於今。 |
| 臺南市下營區中營國民小學           | 國小     | 開化里 | 1920年 |        | 初名為「茅港尾公學校」，校址位於茅港尾觀音寺之南，為仕紳黃清淵捐地。1941年更名為「中營國民學校」；1948年遷址現址；1968年改制為國民小學。 |
| 臺南市下營區東興國民小學           | 國小     | 新興里 | 1955年 |        | 原為下營國民學校「興仁分校」，同年即易名為「東興分校」。1961年獨立為「東興國民學校」，1968年改制為國民小學。 |
| 臺南市下營區賀建國民小學           | 國小     | 賀建里 | 1920年 |        | 原為下營公學校的「麻豆寮分校」，1921年獨立為「麻豆寮公學校」。其後又經多次更名，1953年改稱為「賀建國民學校」，1968年再改制為國民小學。 |
| 臺南市下營區甲中國民小學           | 國小     | 紅甲里 | 1953年 |        | 原為賀建國民學校的「甲中分班」，校址位於十六甲聚落(甲中里)。1954年升格為「甲中分校」，1957年獨立為「甲中國民學校」，1968年改制為國民小學。 |
| 臺南市下營區大屯國民小學(現已廢校) | 國小     | 大吉里 | 1958年 | 2005年 | 前身為下營國民小學的大屯分校，民國九十六年八月廢校，現為區立托兒所所在地。 |

## 交通

### 公路
- 雖然中山高速公路靠近下營區，不過並無在境內設置一般交流道，但有設置下營系統交流道與省道快速公路台84線連接，對外也可以利用省道台19甲線及其週邊道路，經由南鄰麻豆區的麻豆交流道或北鄰新營區的新營交流道，快速通往南北各地。

近年新建的省道快速公路台84線（北門玉井線）穿越下營區西南側，並在區境設置下營系統交流道與中山高速公路相連，同時在麻豆區與下營區交界處設置麻豆交流道，以方便快速前往東邊的官田、大內、玉井，或西邊的學甲、北門等地。
在此之前，南北向貫穿全境的省道台19甲線（中興北路、中興南路），仍是下營區對外的主要連絡道路。經由該道路往南可經由麻豆區、善化區，在新市區銜接省道台1線以轉往臺南市區，亦可在新市區續行台19線前往新化區、關廟區等地。往北可前往新營區、鹽水區，並接回省道台19本線。
另外，西往學甲、北門，東往六甲、楠西諸行政區的市道174號（中山路一、二）段，也是重要的東西向對外連絡道路。
- 下營區文明街，屬於8米都市計畫道路，且大部分路段均已完成拓寬通行，但仍存小部分之瓶頸段地上物尚未拆除及徵收，最狹窄處僅有3米，影響附近民眾用路的安全。於100年4月在經下營區公所區長姜家彬及已故陳文賢議員積極向市府爭取下，臺南市府同意編列經費，辦理拓寬用地徵收。除土地、建物另發放補償費外，發包工程費約二百零九萬元，道路開闢長度約76公尺，寬8公尺，面積608平方公尺，103年3月25日開工，於103年5月4日完工。下營區長姜家彬指出，原存小部分之瓶頸路段拓寬在完工後，有助改善用路民眾之安全，並提供用路人便捷道路降低塞車時間。[15]

- 下營區上帝廟正後方的玄德街，原最窄處僅有2米路寬，因道路狹窄通行不易，曾發生火災，消防車無法進入救災的窘境，經向臺南市政府爭取拓寬工程600萬元，於106年8月28日開工，於106年12月5日完工。下營區長姜家彬指出，玄德街原路寬2米至4米寬，8米計劃道路的長度約200米，8月底發放土地及建物補償費1400萬，闢路工程發包約600萬元，完工後可以提升用路人的便利。[16]

- 下營南外環道路新闢工程：於107年1月12日上午舉行動土典禮[17]，由代理市長李孟諺主持，預計工期480天，預計108年5月完工。工程起點是銜接下營北外環174線，向南行於過大埤社區後轉向東直行，橫交行經南56-1、南59、中山路、大埤中排水、下營排水及急水溪排水等處後銜接東側外環道臺19甲線。可有效疏導下營區域交通，可以增加下營地區行車方便性，提高均衡區域發展，以及帶動農業的觀光產業發展，全線已於2020年1月18日通車。[18]

- 下營區火燒珠橋新橋總長60.5公尺，橋面寬度12公尺，橋面配合龜子港排水治理，將橋面抬高2.44公尺，以提升通洪能量，柳營、下營兩端橋頭各有300公尺長引道。工程費約5700萬元、引道工程約1700多萬元、用地費1747萬元，新建工程總斥資近9000萬元。除馿南69主線引道，橋側貼心的各設有側車道，便利農民進出，並一併整治農水路。工程自106年4月開工後，雖接連受到颱風、豪雨和火燒珠文化遺址的考古挖掘影響工程進度，但工程延宕不多。於107年7月20日完工通車，下營區長姜家彬指出，新橋通車有便利新營、柳營和下營區居民往來通行。[19]

- 下營市場位於下營的蛋黃區，在上帝廟前廣場，原建物老舊生意不好，致攤商大都遷移，閒置了一段時間。因這塊地一部分是上帝廟所有，另一部分則是國有土地，經協調上帝廟同意無償提供。台南市府籌編3200萬元經費改建下營市場。市場在空間規畫上，共有55個攤位，改建後的下營市場呈現嶄新建築風貌，提供消費者停車空間，並提升優質、舒適的購物用餐環境。改建工程於106年4月10日動土開工，107年11月18日完工啟用，市長李孟諺特出席開幕促銷活動，期待透過下營市場的啟用，可以讓攤商生意更好，也可以做為觀光市場，宣傳下營三寶—白鵝、黑豆及桑葚，促進下營觀光。[20]

- 下營區農會旁的和平街，屬於都市計畫道路，雖然規劃八米寬，但常年來長約一百公尺的路段，只有四米寬，在經下營區公所及陳文賢議員積極向市府爭取下，臺南市府同意編列經費，辦理拓寬用地徵收，包含土地取得與地上物拆遷，共一千八百七十萬元，工程費兩百八十萬元，於108年4月底開工，108年9底順利完工通車。下營區長姜家彬指出，和平街一百米的路段拓寬完工後，除通行方便外，對當地交通路網的便利及完整性，也有不少助益，對地方發展的提升，更有不少幫助。[21]

- 台南市下營區麻豆南59線黑橋老舊阻礙水流，市府工務局爭取工程經費1億4千萬元、施工15個月改善完工，於109年9月7日開放通車。原下營區南59線黑橋因寬度不足、樑底太低中間落墩常造成水流阻礙及沖刷，影響橋梁安全。黑橋改建後，橋淨寬增為12公尺，橋長增為69.60公尺，不設置橋墩，對於現況河道衝擊減少，提升防洪標準為10年洪峰流量，減低區域淹水損失；並透過橋梁改建補強結構，大大提升道路通行安全及道路服務品質，並配合先前通車下營南外環道路，可健全下營對外聯絡道路的交通系統，提昇區域交通安全，對於產業及觀光及市民生活品質均大有助益。[22]

### 鐵路
- 鐵道運輸方面，因較近的高鐵站南為位於歸仁區的高鐵台南站，北為位於嘉義縣太保市的高鐵嘉義站，離區境皆甚遠。目前可至麻豆轉運站搭乘大台南公車橘9-1線前往高鐵嘉義站。
- 臺鐵縱貫線亦由東鄰行政區穿越而過，較近的車站由南而北依序為官田區的隆田車站及拔林車站、六甲區的林鳳營車站、柳營區的柳營車站。其中隆田車站為二等站，有停靠部分莒光號列車，柳營車站及林鳳營車站為簡易站，拔林車站為招呼站，皆僅停靠區間車。
- 早年臺灣糖業發達的時期，連接新營糖廠與學甲區甘蔗種植區的糖業鐵路學甲線，貨運業務於日治昭和17年（1942年），此線路原本稱「下營庄線」，延長自學甲之後，改稱「學甲線」。在區境設有十六甲、下營、大埤寮、大屯寮四站，兼營客運，一度是下營區民重要的交通工具。1979年學甲線停辦客運後，下營區的鐵道運輸從此走入歷史。
  - 十六甲站：在19甲省道北，有候車亭和行車室。原有鐵道橋，因風災受損，2002年拆除。
  - 新興站：為下營國中斜對面所設的臨時月臺，方便學生上學而設站，於民國92年(2003年)剷除。
  - 下營站：為學甲線上的大站，設有有候車站、行車室、側線兩條、道班、原料區辦公室，目前只留下道班和鐵軌。附近曾分出一條專用線茅港尾線通往中營，後因線路運送的原料不足而廢除。
  - 大埤寮站：民國43年（1954年）設站，有側線、裝車場和候車站。目前只剩候車站。
  - 大屯寮站：設有候車站、行車室、側線、固定式土台。目前都被拆除了。

### 客運
| 路線              | 客運              | 起點       | 經由             | 迄點                 |
| ----------------- | ----------------- | ---------- | ---------------- | -------------------- |
| 黃幹線            | 興南客運 新營客運 | 白河       | 新營、柳營、下營 | 麻豆轉運站           |
| 黃幹線 區間車(南) | 新營客運          | 新營       | 柳營、下營       | 麻豆轉運站           |
| 黃5               | 新營客運          | 新營       | 紅毛厝、下營     | 曾文市政願景園區     |
| 黃5區間車         | 皇冠交通          | 新營       | 紅毛厝           | 下營廟前             |
| 黃20              | 興南客運 皇冠交通 | 麻豆轉運站 | 下營、紅毛厝     | 林鳳營火車站         |
| 橘11              | 興南客運          | 下營區公所 | 麻豆轉運站、西港 | 安南醫院／臺南轉運站 |
| 橘11-1            | 興南客運          | 下營區公所 | 麻豆轉運站、西港 | 臺南轉運站           |

### 公共自行車
臺南市YouBike 2.0於2023年2月23日正式營運，截至2023年12月29日於下營區內設置6處站點。

## 觀光旅遊

### 自然生態
- 火燒珠水雉棲息地

### 公園綠地
- 武承恩公園：為上帝廟的附設公園，由上帝廟管理，佔地總面積2.7公頃。園中的池塘稱「泮月池」，於光緒17年（1891年）時開挖，約2公頃，為儲備飲水之用，區民習稱為「埔堀仔」。直到昭和8年提供下營飲水用的「水池仔」完工，下營人改飲水池仔的水，之後便轉向作觀賞用途，於1992年建造完成。公園入口旁有「下營北極玄天上帝廟沿革誌」石碑，和從舊廟留下來的舊石堵「龍飛鳳舞」和一對舊石鼓。民國92年（2003年）配合內政部營建署「創造城區新風貌」經費，打除圍籬，拓寬環湖人行道及戲台前廣場等，煥然一新，成為開闊的綠地休憩空間，也是下營區最大的公園。龜是玄天上帝的腳力，所以池塘中放養烏龜的數量相當可觀，也放養鯉魚和鴨鵝，是區民及遊客休閒散步的好去處。
- 右武衛古區遺跡公園：「右武衛」為古地名。是明鄭時期屯田聚落之一，供奉武安尊王，極盛時達百餘戶。因地勢低漥，日治大正元年（1911年）發生嚴重水災，日治中期遷村至中營的茅仔頂，至1920年代完全消失。1997年闢為公園立碑紀念先民開疆拓土之辛勞。
- 中營公園：位於中營聚落北方。原為五個池塘，地主慶福宮在配合政策之下，規劃為公園綠地，2002年完工。是中營人休閒散步的好去處。
- 下營區絲綠鐵馬道：區公所透過城區新風貌計畫，向內政部爭取經費，將區內的台糖廢棄鐵道綠化，並沿線增設自行車道，也立牌說明下營的文史、糖業風華。分四期動工，全長3350公尺。
- 賀建復育公園：位於麻豆寮北邊。原為垃圾堆棄之地；民國89年封場，民國92年闢為公園。集里民休閒之地、學生生態教育園區及清潔隊辦公室處所的三合一效能。

### 歷史建築
- 文貴醫院位於上帝廟後方，於日治昭和3年（1928年）正式營業，是下營地區的第一所醫院。建築外觀為西方建築語彙，並融合傳統閩南建築特色，呈現多元面貌的建築趣味。2009年12月被評選為台南市第34處歷史建築，是下營地區第一座歷史建築。目前建築物內部保留當年看診時的皮包、藥袋、藥罐、藥櫃等醫療器材，不僅為下營地區少數僅存的巴洛克風格建築之一，也是代表下營日治時期的醫療史。很不幸的，文貴醫院於2010年6月30日遭到拆除。

### 歷史建物
宗教建築
- 下營樂善堂舊金爐：
- 過港寮六興堂：為下營區內唯一僅剩的磚木造公厝。
- 紅毛厝顏氏家廟：為下營區內家族宗祠代表，且唯一僅剩的磚木造家廟。

產業建築
- 新營糖廠學甲線下營段車站：下營區境內設有十六甲、下營、大埤寮、大屯寮四站，為簡易候車亭。現存十六甲站（候車站及行車室）、大埤寮站（候車站）、下營站道班；昔日擔負甘蔗和人員的運輸，停駛後成為過往糖業輝煌之證明。

公共建築
- 下營國中教學大樓：為1970年代典型校園建築，最大特色為摺板式屋頂；是二戰後的特殊建築樣態及九年國民教育典型建築。

民居與街屋
- 下營廟後曾楚宅：建於日治昭和元年（1926年），屬磚木混合構造四開間街屋；建築立面貼有日治時期流行的馬約利卡磁磚，是下營第一棟樓房。第一任屋主為曾楚。
- 下營廟後曾宅：建於日治晚期，屬三合院格局，有美麗磚窗和大量的鐵剪刀。
- 下營曾春風宅：建於日治中期，下營代表民宅之一，為三合院格局，目前剩右前護龍較為完整，左護龍倒塌，正身改建。
- 下營曾繼志宅：建於日治中期，三合院格局，是下營地區佔地最廣的民宅之一。
- 下營友愛街沈宅：是下營的農家三合院民宅之一，格局完整寬闊。
- 下營廟後沈銀等宅：建於日治晚期，為三合院帶雙護龍格局，可惜內外護龍已拆毀及受祝融之災。
- 下營沈才宅：佔地約六百坪，屬三合院、雙護龍格局，是下營地區佔地最廣的民宅之一。
- 下營中山路一段巷內楊宅：三合院格局，小巧華美。
- 下營文化街姜宅：三合院格局，左護龍為雙護龍，正身山牆上有鐵剪刀等裝飾。
- 下營細姨仔街二層木造街屋：
- 下營菜市場內二層洋風街屋：
- 紅毛厝公厝前顏宅：整棟為灰色洗石子，建築女兒牆上有姓氏勳章。
- 紅毛厝顏慶章故居：為財政部部長顏慶章故居；屋頂上有辟邪物「碗」、屋前有鐵皮簡易照牆為其建築特色。
- 麻豆寮郭舉人宅：占地寬廣而進深，除住家本身，還包含公館、馬廄等，現大部分已倒塌。
- 麻豆寮郭睿故居：下營名人郭睿之屋宅，現已荒廢。
- 麻豆寮郭宅：建於日治時期，是麻豆寮地區代表民宅之一。
- 中營邱宅：約建於日治昭和8年（1933年），為中營地區代表的日治時期農家三合院民宅。
- 中營周宅：
- 中營何宅：
- 中營馮宅：
- 茅港尾黃清淵宅：為單伸手格局，為茅港尾一代文人黃清淵之宅，屋埕寬廣，目前閒置中，可惜原本的木門被竊。
- 茅港尾朱宅：

### 消失的經典建築
宗教建築
- 下營北極殿舊廟：創建於明永曆15年（1661年），原為傳統寺廟格局，剪黏石刻華麗；後信徒倡議重建，1989年重建完工，為現代化三層樓廟宇格局。
- 茅港尾觀音寺舊廟：創建於明永曆31年（1677年），原為二進二廊二護室三開間的傳統寺廟格局，1931年募款拆除重建，為現代廟宇格局。
- 曾文神社末社下營神社：一般稱作下營神社。昭和16年（1941年）間落成，祭神為開拓三神(大國魂命、大己貴命、少彥名命)、北白川宮能久親王，祭日為每年的10月20日。原址位於下營聖母升天堂對面，但現已改為民宅，無任何神社遺跡。此地有「神社地」之名。

公共建築
- 文貴醫院：是下營地區的第一所醫院，於2010年6月30日遭到拆除。

### 歷史文物

#### 碑文類
- 「重建茅港尾橋鐵線橋碑記」，康熙57年（1718年），現藏於茅港尾堡天后宮。（為南瀛地區最古老之古碑）

- 「嚴禁冒墾義塚碑記」，雍正13年（1735年），2020由學甲慈濟宮回贈茅港尾堡天后宮。

- 「功德碑記」，乾隆55年（1790年），現藏於茅港尾觀音寺。

- 「咸樂碑記」，道光26年（1846年），現藏於茅港尾堡天后宮。

- 「買補倉糧示禁碑記」，光緒2年（1876年），現藏於茅港尾觀音寺。

- 「下營儲水池完工紀念碑」，昭和8年（1933年），現為於下營區立游泳池旁。

- 「下營北極殿上帝廟沿革誌」，民國44年（1955年），現藏於武承恩公園內。

#### 匾額類
- 「神昭海表」，乾隆55年（1790年），福建陸路提督軍門梁朝桂敬獻，現藏於茅港尾堡天后宮。(下營區最古老之匾額)

- 「北極聲靈」，咸豐10年（1860年），本庄弟子沈德儀敬奉謝，現藏於下營北極殿玄天上帝廟。

- 「高明配天」，咸豐10年（1860年），本庄弟子董事仝立，現藏於下營北極殿玄天上帝廟。

- 「威振天庭」，大正13年（1924年），昆沙宮諸同人仝敬，現藏於中營慶福宮。

- 「普惠濟迷」，昭和2年（1927年），十六甲區駐在員上園丸二敬立，現藏於下營北極殿玄天上帝廟。

- 「帝德參天」，昭和4年（1929年），蟻子姜林唇、姜林本、姜林舜、姜林呼、姜林世仝謝，臺南蘇子昭敬書，現藏於下營北極殿玄天上帝廟。

- 「玄樞運天」，昭和4年（1929年），臺南北極殿中和境立，現藏於下營北極殿玄天上帝廟。

- 「群邦齊呼」，昭和4年（1929年），郭睿、馮煥、黃清淵納獻，現藏於茅港尾觀音寺。

- 「慶成遐福」，民國37年（1948年），台南廣安宮敬獻，現藏於中營慶福宮。

- 「位鎮中壇」，民國37年（1948年），昆沙宮敬獻，現藏於中營慶福宮。

- 「威震金闕」，民國37年（1948年），興濟宮敬獻，現藏於中營慶福宮。

#### 器物類
- 「下營北極殿古香爐」，康熙24年（1685年），現藏於下營北極殿玄天上帝廟。

- 「下營北極殿木刻籤詩板」，疑是乾隆年間，現藏於下營北極殿玄天上帝廟。

- 「顏氏家廟古香爐」，道光9年（1829年），現藏於顏氏家廟。

- 「茅港尾觀音寺雲板」，現藏於茅港尾觀音寺。

#### 古井類
- 下營廟前古井

- 下營仁美街古井

- 中營七角井：據傳開挖於明鄭時期。

- 火燒珠南大井：據聞開鑿時間已有百年歷史，至今水質清澈沁涼。

- 洲仔龍喉古井：據聞歷史時間已有兩百年歷史，一直來是洲仔庄民的生命之泉，民國30年時仍有天然湧泉，但隨日月更替，只留古井見證歷史。

- 下營蚵寮街古井

#### 古文書類
- 〈母劉氏立分撥合約字〉[23]

#### 其他類
- 下營北極殿舊廟石鼓：置於武承恩公園內。
- 下營北極殿舊廟龍柱：置於武承恩公園內。

### 旅遊諮詢
- 下營區遊客服務中心：下營農會為提供遊客相關的下營旅遊資訊及歇腳休息場所，規劃有：旅遊諮詢台、農特產品展售館及多媒體視訊區。營業時間為AM 8:30~PM 5:00(假日照常營業)
- 下營商圈文化觀光促進會暨遊客服務中心：於2014年7月中旬成立。

### 休憩景點
- 下營A贏小熊維尼村
- 尋祕桑田：以農田公園化的理念來經營，有桑皮紙、紫金蜜桑、香草等特色，為知性與教育兼具的休閒園區。(已經沒有了)
- 東方牧場：一個以羊為主的生態牧場，於1988年擴大建場，羊的飼養頭數由剛開始的50頭，迄今已百200頭羊，日產羊乳達200公斤。提供乳羊生態導覽、擠羊奶等體驗活動。
- 田莊牧場：為乳牛產銷班班長之經營牧場，目前約有一百二十頭乳牛，其中泌乳牛有六十五頭之多，每頭乳牛總泌乳量六千七百公斤以上，為統一企業之衛星牧場，也是本區具代表性之乳牛場。
- 柏奕休閒農園：以火龍果和百香果為主題特色，採有機培育。可以體驗採果之樂外，還有獨家的養生地骨火鍋，採預約方式提供，也有火龍果花特色料理。
- 白鵝休閒教育農場：為名客家詩人利玉芳於2000年以夫家舊瓦窯改闢而成立，從事鵝的生態教育工作；彩繪鵝蛋為一大特色。
- 弘昌碾米工廠：為下營第一家通過特色農遊場域驗證之店家，以特色稻米加工為主要營業項目，更將台灣稻米外銷日本，成為一大亮點，近年發展多項多元的食農教育體驗活動，並結合水稻相關智慧化科技供遊客體驗水稻的一生。目前採預約方式提供體驗活動。

### 傳統工藝
飲食
- 豆菜麵
- 潤餅皮
- 傳統糕點
- 古早冰
- 豆腐
- 豆花
- 碾米
- 磨米麩
- 碗粿

生活用品
- 打鐵
- 手工刻印
- 挽面
- 代客孵蛋

'宗教用品
- 十方製香工廠：在地製香工廠，傳承3代，將近百年，全台灣很多廟宇，道場，香鋪都是來這邊批貨去賣的。
- 紙紮
- 金工
- 木工

### 美食小吃
早餐
- 豆菜麵
- 傳統飯糰
- 菜市場滷麵

小吃
- 臭豆腐
- 九層粿
- 枝仔冰（冰棒）
- 中正南路意麵

## 影視媒體

### 紀錄片
- 姜玫如：《又見文貴醫院－文化資產影像紀錄》
- 下營區長姜家彬：《洄游下營－微電影》

下營區公所為推廣區內文化景點，於109年4月拍攝「洄游下營」微電影，以回鄉遊子與女友相知、相守的故事，推廣出下營的在地產業、觀光與歷史景點。劇情內漫遊具有360年歷史的下營上帝廟及茅港尾天后宮，傳統與創新並存的大屯保安彩繪社區、顏水龍紀念館…等著名文化景點，每處都是下營具有在地特色及蘊含文化的絕美饗宴。區長姜家彬表示：希望透過影片讓觀眾了解下營是個適合人們長居、扎根的地方。也歡迎大家作伙逗陣與下營來段知性的在地邂逅。

### 電視劇
- 三立電視公司：《阿爸的願望》（一部分於下營取景）
- 三立電視公司：《戲說台灣》上帝爺買劍（一部分於下營北極殿玄天上帝廟取景）
- 三立電視公司：《戲說台灣》媽祖坐牢一百年

### 其他
- 臺灣電影文化公司：《臺南縣下營鄉農技推行中心落成》

## 相關著作

### 方志類
- 不著撰者：《茅港尾街頌德志》（散失）
- 何厚增：《被遺忘的茅港尾四百年史話》，自印，1997。
- 黃清淵：《茅港尾紀略》
- 黃清淵：《茅港尾屑》

### 人文類
- 下營顏氏宗親會：《下營顏氏族譜》，下營顏氏宗親會，1964。
- 下營顏氏宗親會：《下營顏氏族譜》，下營顏氏宗親會，1994。
- 下營顏氏宗親會：《下營顏氏發展源流》，下營顏氏宗親會，2014。
- 下營鄉甲中社區發展協會：《下營鄉甲中耆老說故事》，下營鄉甲中社區發展協會，2000。
- 下營國民小學：《海墘營春秋－下營鄉的老照片》，下營國民小學，1998。
- 王晴漢、陳奕先編輯：《相約老地方Ⅱ－下營鄉的老照片》，海墘營文史工作室，2001。
- 姜東和：《姜林姓家譜》，臺南縣姜姓宗親，2009。
- 吳政隆、顏文賀、王晴漢、陳奕先：《海墘大象－靜默不覺的影響》海墘營文史工作室，2003。
- 顏文賀：《南瀛家鄉系列8－急水溪畔下營鄉》，臺南縣政府，2001。
- 顏文賀：《流金歲月－下營老照片剪影（第三輯）》，下營區公所，2014。
- 顏解原：《十六甲開發史－兼談慈賢宮（公厝）、中庄子宋江館由來》，編者自印，1998。

### 宗教類
- 下營北極殿指明社昭善堂：《正化醒夢金章》，下營北極殿指明社昭善堂，1936。
- 下營北極殿指明社昭善堂：《玉鐘寶鑑真篇》，下營北極殿指明社昭善堂，1959。
- 下營北極殿指明社昭善堂：《參玄普化金章》，下營北極殿指明社昭善堂，1975。
- 下營北極殿指明社昭善堂：《究源真諦》，下營北極殿指明社昭善堂，1998。
- 下營北極殿指明社昭善堂：《虛空寶化金篇》，下營北極殿指明社昭善堂，2009。
- 下邑誌明社樂善堂：《玉燭調和》，下邑誌明社樂善堂，1994。
- 朱先進：《下營鄉朱角信仰源流暨現況紀實》，朱角爐下，2001。
- 曾浚淞：《三省傳芳》，三省堂管理委員會，2011。
- 曾浚淞、洪士超：《薪火相傳海墘營風華》，臺南縣觀光文化導覽協會，2011。
- 陳進福：《下營北極殿玄天上帝廟沿革誌與鄉土史略》，下營北極殿玄天上帝廟，1999。

### 藝術類
- 沈政乾：《沈政乾作品集》，自印，1996。
- 沈政乾：《沈政乾作品集（二）》，秋雨印刷，2005。
- 臺北市立美術館：《走進公眾美化台灣－顏水龍》，臺北市立美術館，2012。
- 顏文賀編：《下營　藝術家的故鄉》，臺南市下營區公所，2015。
- 顏水龍：《顏水龍1990－1994油畫集》，臺南縣立文化中心，1995。
- 顏水龍：《顏水龍1990－1994油畫集》，臺南縣立文化中心，1995。
- 顏聖哲：《2007南瀛藝術家接力展（10）大地行吟－顏聖哲彩墨畫集》，臺南縣政府，2007。
- 顏聖哲：《南瀛美術家─顏聖哲水墨畫集》，臺南縣立文化中心，2000。
- 陳茂隆：創立「墨研書畫苑」，「瀛風飄藝」美展策展人。
- 陳芃宇：日本筑波大學畫科博士班畢業，2010年大墩美展膠彩類優選獎，2017年全國美術展膠彩類銀賞，2020年東京春季創畫展勇奪「春季展賞」（第一名）

### 文學類
- 黃清淵：《憚園筆譚》
- 黃清淵：《憚園隨筆》
- 黃清淵：《閩粵吟草》，自印，1925。
- 顏艾琳：《A贏的地味》，臺南市政府文化局，2014。

### 童書繪本類
- 文/利玉芳；攝影/丁海文：《聽故事遊下營》，教育部，2000。
- 文/利玉芳；圖/江彬如：《南瀛之美圖畫書系列－我家在下營》，臺南縣文化局，1998。
- 文/林武憲；圖/蘇振明、陳麗雅：《南瀛之美圖畫書系列－顏水龍紅毛厝傳奇》，臺南縣文化局，1998。
- 文/曾瀞怡；圖/潘元石：《和阿公去旅行－下營鄉的老故事》，青林，2007。
- 指導/沈正一、張寧；圖/繪本工作坊學員：《歡迎來我家》，財團法人海墘營文化藝術基金會 2017.11。
- 指導/沈正一、張寧；圖/繪本工作坊學員：《熱鬧下營香》，財團法人海墘營文化藝術基金會 2020.9。

### 教育類
- 下營國民小學：《台南縣下營國民小學－九年一貫課程實驗紀實》 ，下營國民小學，2000。
- 下營國民小學：《下營國小90週年校慶特刊》，下營國民小學，2000。
- 下營國民小學：《下營賀一百深耕世紀情－創校 100 年校慶特刊》下營國民小學，2010。

### 學位論文類
- 吳秋薇：〈玄天上帝廟對下營聚落發展的影響〉，國立高雄師範大學地理學系碩士，2002。
- 林子樵：〈如何發展區域特色文化的綠色休閒農業——以下營區為例〉，臺灣首府大學工業管理學系研究所碩士，2010。
- 陳雅雯：〈地方特色產業發展模式之研究——以下營農會為例〉，南台科技大學應用英語系碩士，2012。
- 曾以馨：〈地方特色產業轉型觀光與體驗行銷之研究——以下營新興地區休閒農園區為例〉，臺灣大學農業經濟學研究所，2013。
- 馮勝雄：〈茅港尾的開發與聚落發展〉，國立臺南大學台灣文化研究所碩士，2010。
- 黃依言：〈下營六姓共治場域研究〉，南華大學建築與景觀學系碩士，2010。
- 黃皎怡：〈明鄭與清領時期下營地區聚落演變與民宅構成之研究〉，淡江大學建築學系碩士，2003。
- 黃德生：〈臺南縣下營鄉廟前大街執行「創造城鄉新風貌計劃」之成效研究〉，國立成功大學建築學系碩士，2004。
- 蔡武甫：〈地方特色產業發展策略之研究——以臺南市下營區鵝肉產業為例〉，屏東科技大學景觀暨遊憩管理研究所碩士，2011。
- 韓羽翠：〈近代臺南下營地區的開發與發展（1624-1945）〉，國立臺灣師範大學歷史學系碩士，2006。
- 顏耀琪：〈臺南下營宋江陣之研究〉，國立臺南大學體育學系教學碩士，2008。

### 期刊論文類
- 許清保：〈官田、麻豆、下營、六甲的歷史變遷〉，《南瀛文獻》第1輯，臺南縣政府，2002。
- 李坤修：〈臺南縣下營鄉武安宮巴圖形石器〉，《南瀛文獻》第4輯，臺南縣政府，2005。
- 曾進豐：〈論黃清淵《閩粵吟草》之主題意涵〉，《國立高雄師範大學學報人文與藝術類》第22期，國立高雄師範大學，2007。
- 楊書濠、張永進：〈老農村展新姿 上帝公加保庇——臺南縣下營鄉的一群文化尖兵〉，《文化視窗》第38期，2002。
- 楊書濠：〈戰後臺南佛教僧侶之活動——以眼淨、悟慈法師為例〉，《臺南文獻》第3輯，臺南市政府文化局，2013。
- 楊家祈：〈新時代下的媽祖新出巡——2014年茅港尾天后宮堡內巡香〉，《臺南文獻》第6輯，臺南市政府文化局，2014。
- 楊家祈：〈族親的凝聚——以下營顏氏及其冬至祭祖為例〉，《臺南文獻》第7輯，臺南市政府文化局，2015。

### 專題研究類
- 楊貴媛：〈臺南縣下營鄉鸞堂信仰研究〉，國立臺南師範學院社會教育系專題研究，2001。

### 報紙類
- 財團法人海墘營文化藝術基金會：《海墘營春秋》

## 外部連結
- 下營區公所 （页面存档备份，存于）
- 下營區農會（页面存档备份，存于）